# Круглянский сельсовет (Курганская область)
Круглянский сельсовет — упразднённые административно-территориальная единица и муниципальное образование (сельское поселение) в Звериноголовском муниципальном районе Курганской области России. Административный центр — село Круглое.
24 декабря 2021 года сельсовет был упразднён в связи с преобразованием муниципального района в муниципальный округ.

## География
Расположено в восточной части Звериноголовского района.
Площадь сельского поселения составляет 25 040 гектар.
Граничит:
- на юге с Звериноголовским и Отряд-Алабугским сельскими поселениями;
- на западе с Трудовским сельским поселением;
- на северо-западе с Бугровским сельским поселением;
- на севере с Притобольным районом;
- на востоке с Узункольским районом Костанайской области Республики Казахстан.[1].

Протяженность автодорог местного значения: 44 км.

## Население
| 1989  | 2002  | 2010  | 2012  | 2013  | 2014  | 2015  |
| ----- | ----- | ----- | ----- | ----- | ----- | ----- |
| 1443  | ↗1626 | ↘1371 | ↘1328 | ↘1269 | ↘1210 | ↘1168 |
| 2016  | 2017  | 2018  | 2019  | 2020  |       |       |
| ↘1145 | ↘1123 | ↘1079 | ↘1058 | ↘1033 |       |       |

## Состав сельского поселения
| № | Населённый пункт | Тип населённого пункта       | Население |
| - | ---------------- | ---------------------------- | --------- |
| 1 | Верхняя Алабуга  | деревня                      | ↘255      |
| 2 | Комсомольская    | деревня                      | ↘221      |
| 3 | Красногорка      | село                         | ↘118      |
| 4 | Краснознаменка   | деревня                      | ↘25       |
| 5 | Круглое          | село, административный центр | ↘752      |